# 蜂須賀休光
蜂須賀 休光（はちすか よしみつ、1760年8月16日（宝暦10年7月6日） - 1812年3月16日（文化9年2月4日））は、徳島藩の藩主一門。
8代藩主蜂須賀宗鎮の七男。母は小瀬氏。子に池田長興室、醍醐輝弘室（蜂須賀至央（宗鎮の実弟）、継いで一条輝良の養女となる）、池田昭訓、蜂須賀休栄、蜂須賀休紹。幼名は栄吉、安之丞。初名は保詰。通称は主殿。
宗鎮の隠居後、10代藩主重喜の時代に生まれる。初め藩士の太田雲八郎義雅の養子となり、後に公族（藩主一門）となる。文化9年2月4日没。享年53。